# Dimitri Kitsikis
Dimitri Kitsikis (Δημήτρης Κιτσίκης), natural de Atenas, onde nasceu a 2 de Junho de 1935, é um escritor grego. É historiador especializado em geopolítica do mundo turco e, desde 1970, professor de relações internacionais na Universidade de Ottawa (Canadá). É membro da Academia Canadiana (Royal Society of Canada) desde 1999. Também é poeta em francês e grego.